# Allen & Unwin
Allen & Unwin — независимое издательство, созданное в Австралии в 1976 году как филиал британской фирмы George Allen & Unwin Ltd., которую основал сэр Стэнли Анвин в августе 1914 года, и ставшее одним из ведущих издательств XX века.

## George Allen & Unwin в Великобритании
George Allen and Sons основанное в 1871 году Джорджем Алленом, при поддержке Джона Рескина, в 1914 году переименовывают в George Allen and Unwin после покупки сэром Стэнли Анвином контрольного пакета акций. Сын Анвина Рейнер Анвин и племянник Филипп помогли запустить компанию, которая опубликовала труды Бертрана Рассела, Артура Уэйли, Роальда Даля и Тора Хейердала. Издательство стало известно как издатель Джона Р. Р. Толкина, через некоторое время после публикации популярного детского романа «Хоббит» в 1937 году, и его эпического продолжения, романа «Властелин Колец» в 1954—1955 годах.
Рейнер Анвин ушел в отставку в конце 1985, а в 1986 году фирма слилась с Bell & Hyman, образовав «Unwin Hyman Limited». Робин Хайман стал исполнительным директором объединённой Unwin Hyman. С этого времени Allen & Unwin стала австралийской дочерней компанией Unwin Hyman. Рейнер Анвин вернулся на некоторое время на неполный рабочий день, став председателем Unwin Hyman, и снова ушел на пенсию в конце 1988 года. Несмотря на возражения крупнейшего акционера, Анвина, Хайман продал фирму компании HarperCollins, а HarperCollins затем продала список академических книг Unwin Hyman крупному научному издательству Routledge.

## Allen & Unwin в Австралии
Allen & Анвин Australia Pty Ltd стала независимой в июле 1990 года с помощью выкупа, когда британская фирма была куплена издательством HarperCollins. Известная теперь просто как «Allen & Unwin» компания работала дальше, и со временем стала самым успешным «независимым» издательством в Австралии, она выпускает в настоящее время до 250 новых наименований в год.
Allen & Unwin публикует книги разного профиля включая литературно-коммерческое чтиво, популярную и серьёзную документальную литературу, в том числе биографии, мемуары, исторические книги, криминальную документалистику, политические труды, книги о путешествиях, а также академическую и профессиональную литературу, детские книги и книги для подростков. Среди многих авторов, опубликованных Allen & Unwin — Алекс Миллер, Христос Циолкас, Гарт Никс, Джоди Пиколт, Кейт Мортон, Майкл Коннелли, Томас Кенилли, Питер Коррис, Пол Китинг, Стефани Даурик и Кристофер Хитченс. Allen & Unwin является также соавтором и издателем ежегодной литературной премии Australian/Vogel Literary Award.
Головной офис Allen & Unwin находится в Сиднее, но у компании есть офисы в Мельбурне, Окленде и Лондоне. Allen & Unwin также представляет ряд ведущих независимых британских издательств на австралийском и новозеландском рынках. К ним относятся Bloomsbury, Faber & Faber, Profile Books и Serpent's Tail, Atlantic Books и Corvus, Granta Books и Portobello, Canongate Books, Nicholas Brealey, Icon и Nosy Crow. Allen & Unwin занимается распространением серии книг о Гарри Поттере в Австралии и Новой Зеландии под штампом Bloomsbury.
После присуждения премии в 1992 году, Allen & Unwin был признан издателем года двенадцать раз, в том числе и в 2013 году. Учредителем и председателем Allen & Unwin является Патрик Галлахер, генеральным директором — Роберт Горман, а издательским директором — Су Хайнс.
В 2012 году в отношении Allen & Unwin были возбуждены судебные иски относительно книги, автором которого является журналист Fairfax Media Имон Дафф (англ. Eamonn Duff). В первом случае суд присудил компенсацию в размере $50 000 за нарушение авторского права в несанкционированном использовании семейных фотографий. За факт клеветы в августе 2014 года двое членов семьи получили $325 000 за моральный ущерб.